# Asarum nazeanum
Asarum nazeanum är en piprankeväxtart som beskrevs av T.Sugaw.. Asarum nazeanum ingår i släktet hasselörter, och familjen piprankeväxter. Inga underarter finns listade i Catalogue of Life.